# Super Chuflay
Super Chuflay es un héroe cómico de ciencia ficción de República Dominicana creado por Juan José Azcona bajo la producción de Angel Puello para el programa semanal “El Reto Semanal” e interpretado por Henry Brito, como Súper Chufly, Francisco Carreras como “ Bobin” y Patricio como “Maluco” Junto al “Doctor Neblina” que aparecía muy poco caracterizado Por Willian Aracena. trasmitido por telesistema canal 11 en 1997.
Super Chuflay es una parodia de los super héroes voladores, sólo que tiene un jefe que le llama constantemente por beepers para que se enfrente a los villanos ( los
Eternos Maluco y Bobin). Es un personaje muy vistoso de color verde y amarillo, algo fuera de forma, un poco gordito, torpe y haragán. Se mete en más problemas de los que resuelve.
Tanto la letra como la música del tema Super Chuflay, en el que además interpreta coros Adalgisa Pantaleon de la Agrupación 440, fue creado por el propio animador Henry Brito quien tiene una laureada trayectoria como intérprete de rock en República Dominicana.
- Datos: Q6135681